# Беляев, Николай Константинович
Никола́й Константи́нович Беля́ев (19 сентября [1 октября] 1899, Протасово, Костромская губерния — 10 ноября 1937) — советский генетик. Брат Д. К. Беляева.

## Биография
Родился 19 сентября (1 октября) 1899 года в селе Протасово (ныне — в Нерехтском районе Костромской области). В гимназические годы интересовался биологией, коллекционировал бабочек.
Окончив в 1917 году с золотой медалью Костромскую гимназию, по настоянию отца поступил в Петроградский технологический институт. Вскоре оставил институт, до 1921 года работал в Костроме в мастерской по изготовлению учебных пособий. В 1925 году окончил биологическое отделение МГУ.
В 1925—1929 годы работал в отделе эволюционной генетики Института экспериментальной биологии (Москва), в 1929—1932 — в Среднеазиатском институте шёлководства и шелковедения (Ташкент; заведующий отделом генетики и селекции — профессор М. И. Слоним), в 1932—1937 — заведующим отделом генетики и селекции в Закавказском институте шёлководства (Тбилиси).
В августе 1937 года был арестован; расстрелян 10 ноября 1937.
Полностью реабилитирован Верховным судом Грузинской ССР 29 августа 1956 года: дело прекращено. Реабилитационные документы выданы родственникам в 1956 году; до их получения судьба Н. К. Беляева была неизвестна.

### Семья
- Отец — Константин Павлович Беляев, сельский священник; мать — Евстолия Александровна, домохозяйка[1].
- Брат — Дмитрий (1917—1985), генетик, академик АН СССР (1972)[1].
- Жена — Нина Петровна; была арестована в 1938 году, приговорена к заключению без права переписки; реабилитирована 20 марта 1956 года[1];
  - Сын — Андрей; на войне был ранен, после излечения вернулся на фронт, погиб (пропал без вести)[1].

## Научная деятельность
Основные направления исследований:
- гетерозиготность популяции видов дрозофилы,
- расшифровка физиологических механизмов онтогенеза, приводящих к фенотипической изменчивости признаков у бабочек,
- кариосистематика бабочек,
- генетика тутового шелкопряда.

Автор 20 научных работ (библиография). Подготовил докторскую диссертацию «Проблемы генетики и селекции тутового шелкопряда» (Тифлис, 1936); защита не состоялась из-за ареста.